# Once Upon a Time in Wonderland
Once Upon a Time in Wonderland je americký televizní seriál, který měl premiéru na stanici ABC 10. října 2013. Tvůrci seriálu jsou Edward Kitsis, Adam Horowitz, Zack Estrin a Jane Espenson. Seriál je spin-offem seriálu Bylo, nebylo. 27. března 2014 bylo oznámeno, že seriál bude zrušen po první sérii.

## Děj
Ve Viktoriánské Anglii žije mladá a krásná Alenka (Sophie Lowe), která vypráví příběh o zajímavé nové zemi, která existuje na druhé straně králičí nory. Neviditelná kočka, housenka kouřící vodní dýmku a mluvící hrací karty, to je jen část fantastických věcí, které potkala během jejího neuvěřitelného dobrodružství.Doktoři si myslí, že Alenka je blázen, a snaží se jí vyléčit tak, aby na vše zapomněla. Alenka je připravená hodit celé dobrodružství za hlavu, hlavně kvůli ztrátě své lásky Cyruse (Peter Gadiot), do kterého se zamilovala, než ho ztratila. Ale hluboko uvnitř Alenka ví, že ten svět existuje. V pravý čas ji přichází zachránit cynický Králový spodek (Michael Socha) s bílým králíkem (John Lithgow). Nyní je Alenka odhodlaná najít Cyruse a všichni tři společně odcházejí do Říše divů.

## Obsazení

### Hlavní role
- Sophia Lowe jako Alenka
- Michael Socha jako Will Scarlet/Králový spodek/Bílý král
- Peter Gadiot jako Cyrus
- Emma Rigby jako Anastasia/Srdcová královna/Bílá královna
- Naveen Andrews jako Džin
- John Lithgow jako Bílý králík (hlas)

### Vedlejší role
- Jonny Coyne jako Doktor Lydgate
- Ben Cotton jako Tydlidum
- Heather Doerksen jako Sarah
- Keith David jako Neviditelná kočka (hlas)
- Marty Finochio jako Tydlidýn
- Brian George jako Sultán/Starý vězeň
- Whoopi Goldberg jako Paní zaječí (hlas)
- Lauren McKnight jako Elizabeth
- Iggy Pop jako Housenka (hlas)
- Zuleikha Robinson jako Amara
- Peta Sergeant jako Žvahlav
- Garwin Sanford jako Srdcový král
- Shaun Smyth jako Edwin

## Produkce a obsazení
V únoru 2013 Kitsis a Horowitz, společně s producenty Zackem Estrinem a Jane Espenson vytvořili spin-off soustřeďující se na Říši divů. 28. března 2013 bylo oznámeno, že Sophie Lowe získala hlavní roli Alenky. Cyruse, si zahraje Peter Gadiot. Michael Socha si zahraje Králového spodka. Během dubna bylo oznámeno, že Paul Reubens propůjčí svůj hlas Bílému králíkovi a Emma Rigby si zahraje Srdcovou královnu.
10. května 2013 stanice ABC oznámila, že seriálu dává zelnou a také oznámila, že John Lithgow nahradí Paula Reubense a propůjčí hlas Bílému králíkovi. 14. května stanice oznámila, že seriál se bude vysílat ve čtvrtek večer.
Na Comic-Conu v roce 2013 bylo oznámeno, že Naveen Andrews, bývalá hvězda seriálu Ztraceni, se v seriálu objeví jako Džin. V září bylo oznámeno, že Keith Davis a Iggy Pop se také připojí k seriálu. Barbara Hershey si zahrála v jedné epizodě Srdcovou královnu.
27. března 2014 bylo oznámeno, že seriál bude zrušen po první sérii.